# Диалектология узбекского языка
Диалектология узбекского языка — изучение диалектной картины современного узбекского языка. 
Современный узбекский язык характеризуется значительной диалектной разветвленностью, что обусловлено сложным этногенезом узбекского народа. В этногенетических процессах Среднеазиатского междуречья участвовали многие этносы в число которых входили носители как и восточно-иранских языков, так и огузских, карлукских и кипчакских наречий. Ввиду непосредственного соседства и ближайших этно-культурных контактов на современном облике узбекского языка сказалось значительное влияние таджикского языка.
В свою очередь узбекский язык оказал огромное влияние как на таджикский язык, так и на тюркские языки региона.

## Диалектологический атлас узбекского языка
После того, как узбекская советская диалектология прошла первый этап становления — этап диалектографии, на базе собранного материала перешла к разработке теоретических вопросов современной узбекской диалектологии, в частности, вопросов лингвогеографии.
Сектор диалектологии Института языка и литературы им. А. С. Пушкина при АН УзССР, являвшийся единственным научным центром, координирующим диалектологические исследования в Узбекистане, проводил деятельность в трех направлениях: монографическое исследование неизученных говоров узбекского языка, составление диалектологического словаря и диалектологического атласа узбекского языка.
Изучение узбекских говоров при помощи методов лингвогеографии началось в 1944 году, когда А. К. Боровков составил анкету «Вопросы по исследованию узбекских диалектов». При помощи этой анкеты он на протяжении 1945—1950 гг. собирал материалы по говорам Ферганской долины. Однако отсутствие на тот момент единого диалектологического научного центра не позволило разработать материалы и составить карту. После этого вопрос был снят с повестки дня, а исследования были возобновлены лишь спустя 20 лет, в 1965 году.
Картирование узбекских диалектов было начато В. В. Решетовым. Он долгие годы изучал говоры Ташкентской области, в частности, группы говоров Ахангаранской долины. Впервые в узбекской диалектологии было составлено 49 лингвистических карт кураминских говоров.
В конце 70-х гг. XX века были окончены диалектологические карты Хорезма (Ф. А. Абдуллаев), Бухары (М.Мирзаев), Намангана (А.Алиев), Кашкадарьи (А.Шерматов). В 1980 году был опубликован «Атлас говоров Ташкентской области», состоящий из 150 карт.
Работы по картированию узбекских говоров Самарканда, Сурхандарьи, Андижана и других регионов были приостановлены в 90-х гг. XX века.

## Классификация диалектов узбекского языка
Попытки классификации диалектов узбекского языка предпринимались со стороны И. И. Зарубина, Е. Д. Поливанова, К. К. Юдахина, Гази Алим Юнусова, А. К. Боровкова, В. В. Решетова и др. Ниже приводятся сведения об их классификациях в хронологическом порядке.

### Классификация И. И. Зарубина
И. И. Зарубин выделяет четыре диалектные зоны узбекского языка:
— Хива;
— Фергана;
— Ташкент;
— Самарканд-Бухара.
В данной классификации И. И. Зарубиным не учтены кыпчакские говоры, распространенные по всему Узбекистану и Таджикистану.

### Классификация К. К. Юдахина
К. К. Юдахин предложил два варианта классификации узбекских говоров. В первичном варианте он выделил четыре группы, основываясь на степени влияния таджикского языка и сохранения сингармонизма:
— группа говоров, сохранивших сингармонизм и тюркский фонетический состав;
— группа говоров, частично изменивших фонетический состав и утерявших сингармонизм;
— группа говоров, имеющих таджикский вокализм;
— группа говоров, смешанных с таджикским языком.
В дальнейшем он предложил другую классификацию, согласно которой узбекские говоры делились на пять диалектов:
— Ташкентский диалект;
— Ферганский диалект;
— Кыпчакский диалект;
— Хивинско-огузский диалект;
— Североузбекский диалект.

### Классификация Е. Д. Поливанова
Е. Д. Поливанов разработал углубленную классификацию узбекского языка, в которой фиксировались самые мелкие различия между диалектами.
В своей классификации Е. Д. Поливанов учитывал такие явления, как метисация (смешение родственных языков) и гибридизация (смешение языков различных систем). С учетом фонетических изменений он разделил узбекские говоры на несколько групп. С точки зрения иранизации, то есть участия таджикского языка в становлении тех или иных узбекских говоров, он сгруппировал узбекские говоры следующим образом:
— неиранизированные говоры;
— иранизированные говоры.
Если в Ташкентских, Кокандско-Маргиланских, Андижанско-Шахриханских говорах он отмечал элементы иранского влияния, то говоры Бухары, Самарканда, Ходжента и Уратюбе считал максимально иранизированными. К неиранизированным говорам Е. Д. Поливанов относил деревенские говоры Ферганской долины (Сарай, Андижан, Йулгузар, Манкент) и джекающий диалект.
В свою очередь, иранизированные говоры разделяются на 7 типов:
1-тип. Самаркандско-Бухарский диалект;
2-тип. Ташкентский диалект (говоры города Ташкент и окрестных сел — Хонобод, Телов и др.);
3-тип. Кокандско-Маргиланский диалект (включая пригородные села);
4-тип. Андижанско-Шахриханский диалект;
5-тип. Умлатные говоры (Наманган, районы Чартака, Уйчи, Шаханда);
6-тип. Североузбекский городской диалект (говоры Туркестана, Чимкента и окрестных сел);
7-тип. Североузбекский деревенский диалект (Манкент, Карамурт).
Все вышеназванные группы говоров объединяются в первое наречие узбекского языка, названное Е. Д. Поливановым «чагатайским».
Вторым по классификации Е. Д. Поливанова является «огузское» наречие, включающее 2 типа:
1-тип. Южнохорезмский диалект (говоры Хивы, Ургенча, Шавата, Газавата, Хазараспа, Янгиарыка, Ханки). В качестве отдельного подтипа в данном диалекте выделен говор Шурахана;
2-тип. Североогузский диалект (Иканско-Карабулакские говоры). В составе данного диалекта в качестве отдельного подтипа выделен говор поселка Багдад в Фарышском районе Джизакской области.
Третий, «кыпчакский», диалект разделен на 5 типов:
1-тип. Среднехорезмский (говоры Гурлена, Багата и Шаббаза) и Севернохорезмский (говоры Ходжейли, Кыпчакского, Кунгратского районов, некоторые говоры Мангытского района) диалект;
2-тип. Окающий тип (казах-найманские, ферганско-каракалпакские говоры);
3-тип. Кураминский диалект (говоры родовой группы курама в Ахангаранской долине);
4-тип. Некоторые североузбекские деревенские говоры (говоры поселков Сузак и Чалакурган в окрестностях Туркестана);
5-тип. Среднеузбекский диалект (говоры кырков, северных лакаев, кыпчакские говоры Афганистана).

### Классификация Гази Алим Юнусова
В 1936 году Гази Алим опубликовал исследование под названием «Опыт классификации узбекских диалектов». В данной работе он дает следующую классификацию:
— Узбекско-кыпчакское наречие;
— Тюрко-барласское наречие;
— Хивинско-Ургенчское или огузское наречие.
1. В состав узбекско-кыпчакского наречия Гази Алим включает джекающие говоры Ахангаранской долины, Мирзачуля, Самарканда, Зеравшанской долины, Бухары, Ферганской долины, Кашкадарьи, Сурхандарьи и др. Узбекско-кыпчакское наречие делится на 4 диалекта:
— диалект кырков;
— диалект жалаир-лакаев;
— кыпчакский диалект;
— диалект Гурлена.
2. Тюрко-барласское наречие охватывает в основном городские говоры Ташкента, Коканда, Намангана, Андижана, Маргилана. Кроме того, в состав наречия входят говоры Самарканда, Бухары, Кашкадарьи, верховий Зеравшана, Чимкента, Сайрама, Оша, Узгена.
В составе тюрко-барласского наречия Гази Алим Юнусов выделяет следующие диалекты:
— Сайрамско-Чимкентский диалект;
— Ташкентско-Хасский (Хавастские) диалект;
— Андижанский диалект;
— Наманганский диалект.
3. Хивинско-Ургенчское наречие включает говоры Хивы, Ургенча, Ханки, Газавата, Шахабада, Ката (нынешний Берунийский район Республики Каракалпакстан), Ташауза, Куня-Ургенча, Хазараспа, Турткуля. Это наречие разделено на два диалекта:
— Хивинский диалект, сохраняющий сингармонизм, различие кратких и долгих гласных, переход қ>к;
— Карлукский диалект, который сильно приближен к тюрко-барласскому наречию.

### Классификация А. К. Боровкова
А. К. Боровков в различные отрезки своей научной деятельности представил две классификации.
Согласно первой классификации, узбекские говоры различаются по фонетическим признакам и делятся на две группы:
— окающая группа;
— акающая группа.
В первую группу входят говоры Ташкента, Самарканда, Бухары, Каттакургана, Андижана, Коканда, Маргилана, Ферганы, Карши, Джизака и др.
Акающая группа подразделяется на два диалекта:
— йекающий диалект включает Чимкентский, Манкентский, Туркестанский, Таразский и южнохорезмские говоры;
— джекающий диалект включает севернохорезмские, сурхандарьинские и самаркандские деревенские говоры.
Согласно второй, поздней, классификации, узбекские говоры уже группируются на четыре:
— среднеузбекское наречие;
— шейбанидско-узбекское или джекающее наречие;
— южнохорезмское наречие;
— группа отдельных говоров.
1. Среднеузбекское наречие в свою очередь делится на два диалекта:
— среднеузбекистанский диалект (включают Ташкентский, Самаркандский, Бухарский и Ферганский типы). В состав Ташкентской группы в свою очередь включаются говоры Хонобода, Хаваста, Такачи, Янгиюля и Чиназа;
— североузбекский диалект (говоры Чимкента, Сайрама, Джамбула, Мерке и др.).
2. Шейбанидско-узбекское или джекающе наречие включает говоры кыпчакского типа, распространенные в Самарканде, Кашкадарье, Бухаре, Сурхандарье, в Ахангаранской долине, Северном Хорезме и среди кыпчаков и каракалпаков Ферганской долины.
3. Южнохорезмское наречие включает говоры Ханки, Хазараспа, Шавата, Янгиарыка, Газавата, Шурахана и др.
4. В группу отдельных говоров объединены различные, не связанные между собой по определенным критериям говоры. Это:
— говоры Карабулака, Икана, Манкента;
— умлаутные говоры Наманганской области.

### Классификация В. В. Решетова
Согласно классификации В. В. Решетова, в узбекском языке имеется три наречия:
— карлукско-чигильско-уйгурское наречие;
— кыпчакское наречие;
— огузское наречие.
1. Карлукско-чигильско-уйгурское наречие включает четыре диалекта, каждый из которых в свою очередь имеет множество подразделений:
I. Ферганский диалект:
— Наманганская группа — распространена в городе Наманган, в Уйчинском, Чартакском районах Наманганской области;
— Андижанско-Шахриханская группа — распространена в Андижане, Шахрихане и районах Андижанской области;
— Ошско-Узгенская группа — распространена в Оше, Узгене, Джелалабаде.
Характеризуется некоторым кыргызским влиянием;
— Маргиланско-Кокандская группа — распространена, кроме названных городов, в Вуадиле, Фергане и т. д.
II. Ташкентский диалект:
— Ташкентская группа — распространена в городе Ташкент, в Паркенте, Пскенте, Каракитае и др. пунктах Ташкентской области;
— Джизакская группа — распространена в городах Джизак и Хаваст (устаревшее Хас) в Джизакской области, в поселках Полати, Молати и Бойтерак в Кашкадарьинской области.
III. Каршинский диалект:
— Каршинская группа — распространена в Карши, Шахрисабзе, Китабе, Яккабаге;
— Самаркандско-Бухарская группа — распространена в Самарканде, Бухаре, Ходженте, в Чустском и Касанском районах Наманганской области. Эта группа характеризуется большим влиянием таджикского языка.
IV. Североузбекский диалект:
— Иканско-Карабулакская группа — распространена в Икане, Карабулаке, Карамурте, Манкенте. Характеризуется большим влиянием огузских и кыпчакских говоров;
— Туркестанско-Чимкентская группа — распространена в Чимкенте, Туркестане, Таразе, Сайраме. Характеризуется большим влиянием кыпчакских языков.
2. Кыпчакское наречие. В. В. Решетов не приводит диалектальную или региональную классификацию данного наречия.
3. Огузское наречие. В. В. Решетов не приводит диалектальную или региональную классификацию данного наречия.